# Ma vie n'est pas une comédie romantique
Ma vie n'est pas une comédie romantique è un film del 2007 diretto da Marc Gibaja.

## Trama
Thomas interrompe una lunga relazione con l'amata Sarah dopo aver scoperto che questa lo tradiva da tempo. Traumatizzato lascia la casa in cui viveva e torna dopo più di dieci anni nella casa dei genitori. Questi stanno svernando in Costa Azzurra per cui Thomas può disporre della casa come vuole, almeno fino all'aprile successivo.
Al supermercato incontra una vecchia amica, nonché suo primo amore, che abita ancora lì. Thomas è immediatamente attratto da Florence ma poi scopre  che questa ha una figlia di quindici anni, Lisa, ed è sposata da più di sette anni con Pascal con il quale ha avuto un altro figlio, Lucas. Lei lo invita a casa sua a cena e Thomas accetta sforzandosi di combattere la sua depressione.
La cena si rivela un disastro perché Thomas beve oltre il dovuto e annoia i due ospiti coi suoi patetici postumi da abbandono. A un trillo del telefono di Pascal, Thomas allude al fatto di non aver mai sospettato di SMS arrivati in piena notte alla sua amata Sarah, che a ben vedere erano chiari indizi di un tradimento che andava avanti da mesi. Così Florence si insospettisce e la coppia litiga in maniera furibonda chiudendo bruscamente la serata.
Al risveglio dalla sbornia Thomas si accorge che per la fretta non ha nemmeno ripreso le scarpe. Tornato a casa di Florence incrocia Pascal con le valigie. La moglie ha scoperto di essere tradita dopo i fatti della sera prima, pertanto, Pascal, incolpando Thomas dell'accaduto lo stende nel giardino, dove viene recuperato da Florence. I due prendono così a frequentarsi per lenire reciprocamente le proprie pene d'amore.
Intanto Lisa, appassionata di videogiochi, visita il posto di lavoro di Thomas, redattore della più importante rivista del settore, facendo la conoscenza di Fat Bill, col quale darà vita ad una relazione che vivrà della complicità dello stesso Thomas che non dirà nulla a Florence.
Dopo una festa di capodanno nella quale Thomas capisce di essere geloso di Florence, i due continuano a frequentarsi fino a superare le rispettive resistenze a intraprendere una nuova storia e, quindi, tornare insieme felicemente, come da ragazzini.
Quando ad aprile i genitori di Thomas, tornando a casa, trovano la stessa trasformata nell'alcova degli sconosciuti Fat Bill e Lisa, si solleva un caso, nel quale a farne le spese è proprio la relazione di Thomas con Florence, molto delusa dalla sua insensibilità e silenzio nella circostanza.
Più tardi, Fat Bill e Lisa, che fanno sul serio, organizzano un matrimonio Klingon al quale prendono parte tutti gli amici e parenti e così Thomas e Florence si ritrovano, ma il primo ha già accettato di coprire il posto di redattore della sua rivista a New York per cui la loro relazione sembrerebbe comunque al capolinea.
Se la vita di Florence fosse una commedia romantica lei inseguirebbe lui in aeroporto e gli impedirebbe di partire (come ci viene mostrato), ma in realtà poi sono i due stessi protagonisti a svelarci che le cose sono andate molto diversamente ma comunque con il coronamento della loro storia d'amore. Si sono entrambi trasferiti a New York, con il piccolo Lucas, e con Bill e Lisa che li vanno a trovare di tanto in tanto.

## Produzione
Lo sceneggiatore Laurent Sarfati ha lavorato per otto anni nella rivista Joystick come testatore di videogiochi, come Thomas il protagonista del film.